# Razvaljajeva Anasztázia
Razvaljajeva Anasztázia Dmitrijevna (angolul: Anastasia Razvalyaeva, oroszul: Анастасия Дмитриевна Разваляева, Murmanszk, 1986 –) orosz származású magyar hárfaművész.

## Élete
1986-ban született Oroszországban, 1993 óta él Magyarországon. Hétévesen kezdett hárfázni, első tanára édesanyja, Gorbunova Natalia szegedi hárfaművész és hárfatanár volt. Nyolcéves korától Felletár Melindánál tanult a Liszt Ferenc Zeneművészeti Főiskola Szegedi Konzervatóriumában. A Liszt Ferenc Zeneművészeti Egyetem hárfaszakán 2011-ben végzett Vigh Andrea tanítványaként. Szakdolgozatát az orosz hárfaiskola 18. század végi – 19. század eleji történetéből írta. 2010-ben bekerült a Liszt Ferenc Zeneművészeti Egyetem nagyszabású tehetséggondozó programjának, és 2014-ben a Zeneakadémia karrierirodájának négy kiemelt támogatottja közé. A Liszt Ferenc Zeneművészeti Egyetem Doktori Iskolájának (DLA) végzős hallgatója; disszertációjában a hárfa 20. századi és kortárs zenében betöltött szerepével, a szóló- és kamarazenei hárfarepertoár fejlődésével foglalkozik. 2012 óta tanít a Zeneakadémián.
Számos nemzetközi versenyen vett részt, versenyeredményei közül a legfontosabbak az 1999-ben szerzett ezüstérem a Nemzetközi Arles-i Kamarazenei Versenyen, a 14. Nemzetközi „Petar Konjovic” Zenei Verseny aranyérme 2009-ben, Belgrádban, illetve a IV. "Suoni D'Arpa” Nemzetközi Verseny szólóhárfa kategóriájának 3. díja Brioscoban. 2014-ben két nemzetközi kamaraversenyen is helyezést kapott hárfa és gitár duójával, Környei Miklós gitárművésszel: II. díjat nyertek a IV. Madridi Spanyol Kamaraversenyen és III. díjat a IV. „Suoni D'Arpa” Nemzetközi Versenyen; 2015-ben pedig a szlovén VII. „Svirél” Nemzetközi Versenyen és Fesztiválon különdíjat kapott a duó, valamint egy koncertmeghívást a Ljubljana Fesztivál 2015/16-os évadába.
Nemzetközi mesterkurzusokon olyan világhírű hárfaművészekkel vett részt, mint Milda Agazaryan, Elinor Bennett, Jana Bouskova, Maria Graf, Marie-Pierre Langlamet, Germaine Lorenzini, Xavier de Maistre, Susanna Mildonian, Isabelle Moretti, Marielle Nordmann, Ion Ivan Roncea, Isabelle Perrin, Willy Postma, Anna Verkholantseva, Erika Waardenburg és David Watkins.
Repertoárja a barokktól a kortárs zenéig terjed. 2013-ban bemutatta Solti Árpád Hárfaversenyét a Budapesti Vonósokkal, 2014-ben Terényi Ede Jazz Hárfaversenyét a Pannon Filharmonikusok kíséretével a pécsi Kodály Központban és a MÜPA Bartók Béla hangversenytermében, 2015-ben Karosi Bálint Hármasverseny gitárra, hárfára és cimbalomra c. művét mutatta be az Anima Musicae Kamarazenekar kíséretével a Zeneakadémia Solti termében, 2016-ban pedig ugyanott a Liszt Ferenc Kamarazenekarral adta elő Parish-Alvars e-moll Concertinoját. Rendszeresen ad szóló- és kamaraesteket. Seleljo Erzsébettel Duo SeRa néven alapított szaxofon-hárfa duójával főként a kortárs zenére fókuszál. 2018-ban elindította a Debussy dalokra épülő experimentális projektjét Harcsa Veronika jazzénekesnővel, mely hidat képez a klasszikus zene és a jazz világa között. 2018 októberében a Zeneakadémia Solti termében bemutatta Baráth Emőke szopránénekessel Schubert Winterreise című dalciklusát Novák Eszter rendezésében.
2011-ben Junior Prima díjat kapott. 2015-ben Fischer Annie ösztöndíjban részesült.

## Versenyek, díjak
- 2015 – Fischer Annie ösztöndíj
- 2014 – III. díj szóló kategóriában a IV. Nemzetközi „Suoni d'Arpa” Versenyen (Briosco, Olaszország)
- 2014 – III. díj kamarazenei kategóriában Környei Miklós gitárművésszel a IV. Nemzetközi „Suoni d'Arpa” Kamarazene Versenyen (Briosco, Olaszország)
- 2014 – II. díj Környei Miklós gitárművésszel a IV. Nemzetközi Spanyol Hárfás Kamarazene Versenyen (Madrid, Spanyolország)
- 2011 – Junior Prima Díj
- 2011 – II. "Golden Harp" Nemzetközi Hárfaverseny Szentpéterváron (Oroszország)
- 2010 – II. Wales-i Nemzetközi Hárfaverseny, döntő (Caernarfon, Wales)
- 2009 – I. díj a 14. Nemzetközi "Petar Konjovic" Zenei Versenyen (Belgrádban, Szerbia)
- 2008 – IV. Vera Dulova Hárfaverseny-Fesztivál (Moszkva, Oroszország)
- 2008 – Nemzetközi "Cité des Arts" Hárfaverseny (Párizs, Franciaország)
- 2007 – I. Szegedi Nemzetközi Hárfaverseny, döntő
- 2007 – Nemzetközi Hárfaverseny Cardiff-ban (Wales)
- 2003 – V. Nemzetközi Gödöllői Hárfaverseny és fesztivál (Magyarország)
- 2003 – I. díj az I. Országos Szakközépiskolai Hárfaversenyen, Vác
- 2000 – Nemzetközi Hárfaverseny Lausanne-ban (Svájc)
- 1999 – II. díj Kocsis Krisztina fuvolaművésszel a Nemzetközi Arles-i Kamarazenei Versenyen (Franciaország)
- 1999 – Lily Laskine Nemzetközi Hárfaverseny (Deauville, Franciaország)

## Publikációk
- Razvaljajeva Anasztáziaː A francia és az orosz hárfások közötti kapcsolat történelmi szemszögből. Egyetemi szakdolgozat, Budapest, 2011. HarpPost blog